# 什科夫利察
什科夫利察（斯洛維尼亞語： 發音：[ˈʃkoːfljitsa]），是斯洛維尼亞中部什科夫利察市鎮的聚居地及行政中心。它位於首都盧布爾雅那以南沼澤地的東部邊緣。當地是下卡尼奧拉傳統地區的一部分，現在被納入中斯洛維尼亞統計區。

## 教會
當地的堂區教堂是獻給聖西里爾和美多德，屬於天主教盧布爾雅那總教區。它是一座建於1986年的現代建築。

## 外部連結
- 维基共享资源上的相關多媒體資源：什科夫利察
- Škofljica on Geopedia （页面存档备份，存于）